# Family Circle Cup 2004
Il Family Circle Cup 2004 è stato un torneo di tennis giocato sulla terra verde.
È stata la 32ª edizione del Family Circle Cup, che fa parte della categoria Tier I nell'ambito del WTA Tour 2004.
Si è giocato al Family Circle Tennis Center di Charleston negli Stati Uniti dal 12 al 18 aprile 2004.

## Campionesse

### Singolare
Venus Williams ha battuto in finale  Conchita Martínez con il punteggio di 2–6, 6–2, 6–1

### Doppio
Virginia Ruano Pascual /  Paola Suárez hanno battuto in finale  Martina Navrátilová /  Lisa Raymond con il punteggio di 6–4, 6–1